# Os-Marsillon
Os-Marsillon är en kommun i departementet Pyrénées-Atlantiques i regionen Nouvelle-Aquitaine i sydvästra Frankrike. Kommunen ligger i kantonen Lagor som tillhör arrondissementet Pau. År 2022 hade Os-Marsillon 548 invånare.

## Befolkningsutveckling
Antalet invånare i kommunen Os-Marsillon
| Referens: INSEE |